# Purpurschwarzer Täubling
Der ungenießbare Purpurschwarze Täubling (Russula atropurpurea, Syn.: Russula krombholzii; Russula undulata) ist eine Pilzart aus der Familie der Täublingsverwandten (Russulaceae). Der recht häufige Täubling hat meist einen weinrot bis violett gefärbten Hut mit fast schwarzer Mitte sowie weißes Sporenpulver und weißliche Lamellen. Er ist einer der größten und mildesten Täublinge aus der Untersektion Atropurpurinae. Man findet ihn unter Eichen in Eichen-Buchen-Mischwäldern auf mehr oder weniger sauren Böden. Die Fruchtkörper erscheinen von Juli bis Oktober.

## Merkmale

### Makroskopische Merkmale
Der Hut ist 5–12 (selten bis 15) cm breit. Beim jungen Pilz ist der Hut konvex, verflacht aber schon bald. Im Alter ist die Hutmitte oft niedergedrückt. Die Huthaut ist blutrot, weinrot oder dunkel purpurrot gefärbt, wobei die Mitte dunkler gefärbt ist als der Rand. Oft ist sie nahezu schwarz. Im Alter kann der Hut aber auch ausblassen und rosa oder gelblich fleckig werden. Die Huthaut ist bei feuchter Witterung klebrig, bei Trockenheit seidig glänzend und lässt sich vom Rand her etwa zu 1/3 abziehen. Der Hutrand ist beim jungen Pilz glatt und eingebogen, später aber typisch wellig gebuchtet und nicht gerieft.
Die Lamellen sind trüb weiß oder blass cremefarben und werden im Alter rostfleckig. Sie sind am Stiel abgerundet angewachsen oder fast frei.
Der Stiel ist 3–6 cm lang und 1–2 cm breit. Bei jungen Fruchtkörpern ist der Stiel weiß, später wird die Basis oft rostfleckig. Im durchwässerten Zustand erscheint der Stiel auch grau.
Das Fleisch ist schmutzig weißlich und riecht fruchtig nach Äpfeln. Es schmeckt nur mäßig scharf bis fast mild. Die Schärfe verschwindet beim längeren Kauen. Das Sporenpulver ist weiß.
Gibt man Kalilauge (KOH) auf den Hut, verfärbt sich die Huthaut hell bräunlich rot bis hell rötlich braun. Mit Eisensulfat verfärbt sich das Stielfleisch rötlich-grau und die Lamellen mit Anilin braun-orange. Die Guajakreaktion ist positiv.

### Mikroskopische Merkmale
Die Sporen sind eiförmig bis elliptisch 8–10 µm lang und 7–9 µm breit und mit kleinen, meist stumpfen, abgerundeten Warzen besetzt. Die Warzen sind bis zu 0,75 µm lang und breit und teilweise durch feine Linien netzartig miteinander verbunden. Die Basidien sind 30–52 µm lang und meist (minimal 7,7) 9,5–11,5 μm breit. Die vier Sterigmen messen im Durchmesser ca. 6,5–7,5 μm.
Die Huthaut enthält 6–10 μm breite, zylindrische bis keulig gestreckte Pleurozystiden. Ihre Spitze ist variabel geformt, meist sind sie oben stumpf, können aber auch in ein ca. 2 μm langes Spitzchen (Appendikul) auslaufen. In Sulfovanillin sind sie meist ganz blau gefärbt, können aber auch fast schwarz, rot, purpurn oder braun erscheinen.

## Artabgrenzung
Am ähnlichsten ist der Schwarzrote Spei-Täubling  (Russula atrorubens). Sein Fleisch schmeckt aber viel schärfer, ist weicher und riecht nach Amylacetat. Außerdem bevorzugt er feuchtere Standorte in bodensauren Fichtenwäldern oder kommt unter Weiden vor, während der Purpurschwarze Täubling vor allem unter Eichen und Buchen zu finden ist. Der Karminrote Täubling (Russula taeniospora) erreicht kaum Hutdurchmesser von über fünf Zentimetern.

## Ökologie
Der Purpurschwarze Täubling ist als Mykorrhizapilz in der Lage, Symbiosen mit Rotbuche, Eichen und Hainbuche einzugehen. Der Pilz besiedelt Buchen- und Buchenmischwälder, Eichen-Hainbuchenwälder und sowohl wärmeliebende als auch bodensaure Eichenmischwälder. Er kommt bevorzugt auf sauren Sand-, Silikat- und Braunerdeböden vor. In Mitteleuropa erscheinen die Fruchtkörper von Juli bis Oktober.

## Verbreitung

Europäische Länder mit Fundnachweisen des Purpurschwarzen Täublings.
Legende:
Länder mit Fundmeldungen
Länder ohne Nachweise
keine Daten
außereuropäische Länder

Der Täubling ist in Europa weit verbreitet und kommt auch in Nordafrika (Marokko), Nordamerika (USA) und Asien (Japan, Süd- und Nordkorea) vor. In den USA ist der Täubling im Nordosten weit verbreitet. Im Westen erstreckt sich sein Vorkommen bis nach Michigan.
In Deutschland ist der Pilz weit verbreitet und kommt von der Nordseeküste und dem Norddeutschen Tiefland bis zu den Alpen vor.

## Systematik

### Infragenerische Systematik
Der Purpurschwarze Täubling wird innerhalb der Sektion Russula in die Subsektion Atropurpurinae gestellt. Die Arten dieser Gruppe haben alle verschiedenfarbige purpurfarbene, violette oder rötliche, niemals aber rein rote Hüte. Sie schmecken alle scharf und haben weißes Sporenpulver. Zu dieser Gruppe gehört unter anderem der sehr ähnlich aussehende Schwarzrote Spei-Täubling (Russula atrorubens) und der Wechselfarbige Täubling (Russula fragilis).
Ob es sich bei dieser Subsektion wirklich um eine monophyletische Gruppe handelt, erscheint zum jetzigen Zeitpunkt aufgrund von r-DNA-Untersuchen eher zweifelhaft, kann aber anderseits aufgrund von morphologischen Befunden auch nicht ausgeschlossen werden.

### Unterarten und Varietäten
Von dem sehr variablen Purpurschwarzen Täubling wurden eine ganze Reihe von Formen und Varietäten beschreiben.
| Varietät                                  | Autor                | Beschreibung |
| ----------------------------------------- | -------------------- | --- |
| Russula atropurpurea f. dissidens         | Zvára                | Der hell bis honiggelbe Hut ist 7 cm breit und hat mehr oder weniger starke olivfarbene Töne. Zum Rand hin ist er mitunter lila-violett gefärbt. Die Huthaut ist glänzend, fein gerunzelt und bis zu 1/3 des Radius abziehbar. Die Lamellen stehen mehr entfernt und schmecken scharf. Der kurze, dicke, weiße Stiel wird bei feuchter Witterung aschgrau. Das Fleisch ist fest und geruchlos und hat einen scharfen Geschmack. Das Sporensporenpulver ist wie beim Typ weiß (Ia nach Romagnesi). Die Form findet sich häufig an moosigen Standorten unter verschiedenen Laubbäumen. |
| Russula atropurpurea var. depallens       | (Pers.) Rea          | Der Hut ist 4–9 cm breit und blasst gräulich-lila, mehr oder weniger rosa, oliv-ocker oder stumpf grau-violett aus. Die glänzende Huthaut lässt sich bis zu 1/4 des Radius abziehen. Die dicht stehenden und scharf schmeckenden Lamellen werden schnell schmutzig oder aschgrau. Auch der weiche, zerbrechliche, bis 3(5)cm lange Stiel wird bei Feuchtigkeit aschgrau. Er ist meist sehr runzelig. Das brüchige, weiche und geruchlose Fleisch ist fast mild und schmeckt nur leicht pikant. Das Sporenpulver und die mikroskopische Eigenschaften sind wie beim Typ, bisweilen sind die Sporen mit 10(11) × 8(8,5) µm etwas größer. Man findet die Varietät an mehr oder weniger feuchten Standorten. Die Form kann leicht mit dem Verblassendem Täubling verwechselt werden, kleinere Exemplare auch mit dem Erlen-Täubling. |
| Russula atropurpurea var. bresadolae      | (Schulzer) Singer    | Der 3–11 cm breite und robust Hut ist stumpf rosarot oder hell weinrot gefärbt, die Mitte ist gelbfleckig. Im Alter ist der meist gelappte Rand höckerig-gefurcht. Die Huthaut ist schmierig. Die fast gedrängt stehenden, 10–12 mm breiten, ungegabelten Lamellen sind zuerst weiß, dann blass gelbfleckig. Vom Rand her sind die Schneiden kurz rötlich überlaufen. Das Sporenpulver und die Sporen sind wie beim Typ. Der weiße, bis 6 cm lange und 2,5 cm breite Stiel ist schwach runzelig und bräunt von der Basis her. Das Fleisch ist weiß und fast geruchlos. Es ist zuerst fest, dann nahezu brüchig und schmeckt fast völlig mild. |
| Russula atropurpurea f. alutaceomaculata  | (Britz.) Singer      | Die From ist ähnlich wie die vorausgehende Varietät, doch ist der Hut bräunlich und gelblich gefleckt. Stiel, Fleisch und Lamellen sind weiß oder weißlich. Der Stiel zeigt gelbbräunliche Anflüge. Der Geschmack ist scharf. |
| Russula atropurpurea f. pantherina        | Zvára                | Fast ähnlich wie die Typart, aber mit ockerbraun geflecktem und purpurrot gestreiftem Hut. |
| Russula atropurpurea var. rubripes        | Singer               | Der glatte Hut ist 5–7 cm breit, zuerst gewölbt, später flach ausgebreitet. Er ist schwarzrot zum Rand hin dunkel bis blass purpurn gefärbt. Der Rand ist stumpfrandig und glatt. Die Huthaut ist feucht etwas schmierig und selbst trocken noch leicht glänzend. Sie ist nur schwer abziehbar. Die Lamellen sind weiß bis cremeweiß und verfärben sich beim Trocknen gelbgrünlich. Sie sind am Stiel gerade angewachsen oder laufen leicht herab. Das Sporenpulver ist weißlich. Der Stiel ist weiß, doch oft rosa überlaufen. Er ist schwach runzelig und zerbrechlich mit starrer, fester Rinde. Das feste Fleisch ist weiß und zuletzt biegsam-weich. Der Geschmack ist scharf und der Geruch obstartig. Die Sporen sind ausgesprochen netzig ornamentiert, selten auch grobstachelig. Diese Varietät wächst unter Waldkierfern. |
| Russula atropurpurea var. atropurpuroides | Singer               | Der Hut ist 5–12 cm breit und zuerst konvex, dann flach, schließlich niedergedrückt. Meist bleibt er lange konvex. Er hat eine runzelig-grubige Scheibe und ist ähnlich wie der Typ blutrot, karminrosa bis purpurn und in der Mitte schwarzlila bis (rot)schwarz gefärbt. Die trocken glanzlose Huthaut ist feucht bis zu 2/3 abziehbar. Der Rand ist glatt und nur ausnahmsweise kurz gefurcht. Die weißen Lamellen können bei Berührung etwas bräunen, im Alter dunkeln sie blassgelblich nach. Die Sporen sind isoliert bestachelt. Der reinweiße Stiel ist 4–7 cm und wird bis zu 3 cm dick. An der Basis kann er bisweilen braunfleckig werden. Er ist leicht bis grob runzelig und zuerst voll, schließlich schwammig und im Alter hohlkammrig. Das Fleisch ist weiß, unter der Huthaut in der Mitte oft rötlich und später oft mehr oder weniger schmutzig. Der Geschmack in den Lamellen ist deutlich scharf, im Fleisch erst nach einigen Sekunden mäßig scharf. Die Varietät riecht schwach obstartig. Im Laubwald wächst sie ausschließlich unter Eichen, von August bis November. |
| Russula atropurpurea var. fuscovinacea    | (J.E. Lange) Reumaux | Die Varietät wurde ursprünglich von J.E. Lange als eigenständige Art beschrieben, bevor sie Reumaux 1996 zur Varietät herunterstufte. Bei ihr handelt es sich um einen mittelgroßen bis kleinen Täubling mit einem etwa 6 cm breiten Hut, der stumpf purpur bis weinrot gefärbt ist. Die Hutmitte ist entweder dunkler und etwas bräunlich gefärbt oder blasst tonbräunlich aus. Der Hutrand ist glatt. Die weißlichen Lamellen sind schmal und stehen ziemlich dicht. Der Stiel ist zunächst weiß und fest, aber bald schon netzig geadert und von innen und außen deutlich grau, besonders bei feuchter Witterung. Das Fleisch ist geruchlos und schmeckt nahezu mild. Das Sporenpulver ist weiß. Die Sporen (8 × 6,5 μm) sind fast kugelig bis oval und fein stachelig. Die etwa 6 μm breiten Pileozystiden sind zahlreich und länglich keulig geformt. Die Huthauthyphen sind 2–3 μm breit. Der Täubling ist an offenen, grasbewachsenen Stellen in Laubwäldchen anzutreffen. |

- Russula atropurpurea var. sapida (Cooke) Reumaux, der 1889 von Cooke als Russula rubra var. sapida beschrieben wurde, wird heute Russula melliolens Quél., dem Honig-Täubling zugeordnet.

## Verwendung
Der Purpurschwarze Täubling ist kein Speisepilz, wenn auch einige Formen fast mild schmecken.